# 沿ヴォルガ連邦管区

沿ヴォルガ連邦管区
Приволжский федеральный округ

沿ヴォルガ連邦管区（えんヴォルガれんぽうかんく、ロシア語: Приволжский федеральный округ, Privolzhskij f'ed'eral'nyj okrug）は、ロシア連邦の地域管轄区分である連邦管区のひとつ。管轄区域のヨーロッパロシアの東部がヴォルガ川の中流域にあたる。本部はニジニ・ノヴゴロド州のニジニ・ノヴゴロドに置かれている。2016年の人口は2967万3644人で、ロシア全体の20.6%である。

## 行政区画

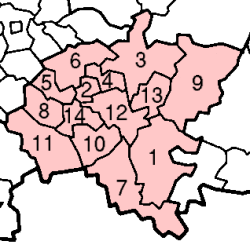
沿ヴォルガ連邦管区の連邦構成主体図

沿ヴォルガ連邦管区に所属する連邦構成主体は、
1. バシコルトスタン共和国
2. チュヴァシ共和国
3. キーロフ州
4. マリ・エル共和国
5. モルドヴィア共和国
6. ニジニ・ノヴゴロド州
7. オレンブルク州
8. ペンザ州
9. ペルミ地方
10. サマラ州
11. サラトフ州
12. タタールスタン共和国
13. ウドムルト共和国
14. ウリヤノフスク州

の14主体である。
2005年12月1日に、ペルミ州とコミ・ペルミャク自治管区が合併して「ペルミ地方」となっている。

## 隣接連邦管区
- 北：北西連邦管区
- 東：ウラル連邦管区
- 南西：コスタナイ州
- 南西：アクトベ州
- 南西：西カザフスタン州
- 南西：南部連邦管区
- 西：中央連邦管区

## 人口
- 1979年1月17日：3066万8313人
- 1989年1月12日：3180万5051人
- 2002年10月9日：3115万4744人
- 2010年10月14日：2989万9699人
- 2016年1月1日：2967万3644人[1]

## 歴代大統領全権代表
- セルゲイ・キリエンコ (2000年5月18日 - 2005年11月14日)
- アレクサンドル・コノヴァロフ (2005年11月14日 - 2008年5月12日)
- グリゴリー・ラポータ (2008年5月12日 -2011年12月15日)
- ミハイル・バービチ（ロシア語版） (2011年12月15日 - 2018年8月24日)
- イーゴリ・コマロフ（ロシア語版） (2018年9月7日 - 現職)